# Isetemkheb Ire
Pour les articles homonymes, voir Isetemkheb.
Isetemkheb Ireest une reine d'Égypte de la XXIe dynastie, épouse du roi thébain Pinedjem Ier.

## Généalogie
Isetemkheb Ire est l'épouse secondaire de Pinedjem Ier. Aucun enfant n'est connu, mais elle pourrait être la mère de Masaharta et/ou de Djedkhonsouefânkh, fils de Pinedjem Ier dont le nom de leur mère est inconnu.

## Biographie
On ne lui connaît pas de titre, bien qu'elle puisse être « chanteuse d'Amon » selon Aidan Mark Dodson et Dyan Hilton. Isetemkheb Ire est mentionnée avec Pinedjem Ier sur des briques d'une enceinte fortifiée trouvées à El Hibeh.